# Relient K
Pour leur premier album, voir Relient K (album).
Relient K est un groupe de pop punk chrétien américain, originaire de Canton, en Ohio. Fondé en 1998 par Matt Thiessen, Matt Hoopes et Brian Pittman, son nom provient de Plymouth Reliant K, modèle de voiture du guitariste Matt Hoopes. En 2003, le groupe a reçu deux dove awards et a été nommé aux Grammys pour le Best Gospel Modern Rock Album. Tous les membres actuels sont chrétiens, mais son label de rock chrétien est contesté. À ce sujet, le chanteur principal Matt Thiessen indique dans une interview que la classification du groupe leur est indifférente : « Appelez nous comme vous voulez. On s'en fiche. Nous faisons juste ce que nous faisons. Nous composons ce que nous voulons composer, et la plupart du temps c'est notre cœur et notre foi. »
Le groupe est plus connu après sa signature pour Capitol Records et la sortie de son quatrième album, Mmhmm. Ils sortent leur cinquième album, Five Score and Seven Years Ago, le 6 mars 2007.
Aux débuts du groupe, Todd Frescone se rallie pour quelques mois en 1998. Après All Work and No Play, Todd Frescone est remplacé par Stephen Cushman. Cushman était à la batterie sur le 2000 A.D.D., et aussi sur Relient K en 2000, mais il partit plus tard, cette année-là. Jared Byers, de Bleach, remplaça Cushman jusqu'à l'arrivée de Dave Douglas en décembre 2000. La composition du groupe était la même pour The Creepy EP, The Anatomy of the Tongue in Cheek et Mmhmm, après le départ de Brian Pittman pour lancer une entreprise de jardinage. Maintenant Pittman joue de la basse pour le groupe Inhale Exhale. John Warne, chanteur principal et joueur de guitare pour Ace Troubleshooter, remplace Pittman pour le reste de 2004 et est depuis à la basse à plein temps. C'est en 2005 que Jon Schneck se joignit comme troisième guitare, et aussi pour tenir le banjo et les cloches, pour un son plus distinct. En 2013, leur batteur, Ethan Luck, a quitté le groupe. À présent, il est le technicien des guitares pour The Cold War Kids.

## Biographie

### Débuts (1998–2000)
Après la formation de Relient K par Matt Thiessen, Matt Hoopes et Brian Pittman en 1998, Todd Frascone se joint brièvement en 1998 comme batteur. Mais Frascone quitte le groupe après la démo All Work and No Play. La démo est enregistrée par Mark Lee Townsend, ancien guitariste live de dc Talk. Townsend fera la rencontre des membres étant donné que sa fille, Danielle, était leur amie. Danielle épousera le guitariste Matt Hoopes.
All Work and No Play attire l'attention de Toby McKeehan (tobyMac) de dc Talk, qui signe le groupe à son label, Gotee Records. Avec le label, Relient K publie son premier EP, 2000 A.D.D. en 2000, avec Stephen Cushman à la batterie. Peu après, le groupe sort Relient K, leur premier album. Il est particulièrement rock chrétien et les paroles sont largement inspirées de la culture populaire. Cushman part ensuite pour se joindre au groupe de metal chrétien Narcissus. Brett Schoneman du groupe Philmore le remplace temporairement, suivi par Jared Byers, batteur du groupe américain Bleach jusqu'à l'arrivée de Dave Douglas en décembre 2000.

### The Anatomy of the Tongue in Cheek(2001–2002)
Le groupe sort son deuxième album, The Anatomy of the Tongue in Cheek, en 2001. L'album comprend encore des références à la culture pop et des morceaux plus légers. Anatomy les emmène dans les classements chrétiens, et la société de vêtements Abercrombie & Fitch propose un contrat à Relient K en 2001. Gotee, le label du groupe, accepte l'offre ; Pittman se rappelle : « on ne nous a pas vraiment donné le choix. Le label décidait pour nous. »
Relient K enregistrera ensuite une reprise de la chanson The Pirates Who Don't Do Anything des VeggieTales pour le long-métrage Jonah: A VeggieTales Movie en 2002. La chanson est publiée sur trois différents albums, deux étant sous single. La première version comprend Breakdown du groupe, chanté par Larry the Cucumber. Une version promotionnelle de Breakdown existe aussi. Une version éditée est incluse dans la compilation Veggie Rocks!.

### Two Lefts Don't Make a Right...but Three Do(2003)
En 2003, Relient K publie Two Lefts Don't Make a Right...but Three Do. L'album aura plusieurs pochettes de plusieurs couleurs, chacune caractérisée par un véhicule dans une sorte de dépotoir. Two Lefts Don't Make a Right...but Three Do (souvent appelé Two Lefts par les fans) mêle les chansons de The Anatomy of the Tongue in Cheek à des paroles profondes. Il est nommé pour un Grammy dans la catégorie de meilleur album rock/gospel, et remporte un Dove Award pour l'album rock moderne de l'année en 2004.
À cette période, Relient K publie un EP vinyle rouge en édition limitée intitulé The Vinyl Countdown. L'EP comprend deux versions de la chanson Five Iron Frenzy is Either Dead or Dying. L'album est dédié à Jesse Alkire, ami de Matthew Thiessen, qui inspirera la chanson The Vinyl Countdown
Après la sortie de Two Lefts Don't Make a Right...but Three Do en mars 2003, Relient K publie un disque bonus spécial Noël intitulé Deck the Halls, Bruise Your Hand. L'album est empâqueté avec Two Lefts Don't Make a Right...but Three Do entre novembre et décembre 2003.

### Mmhmm(2004–2006)

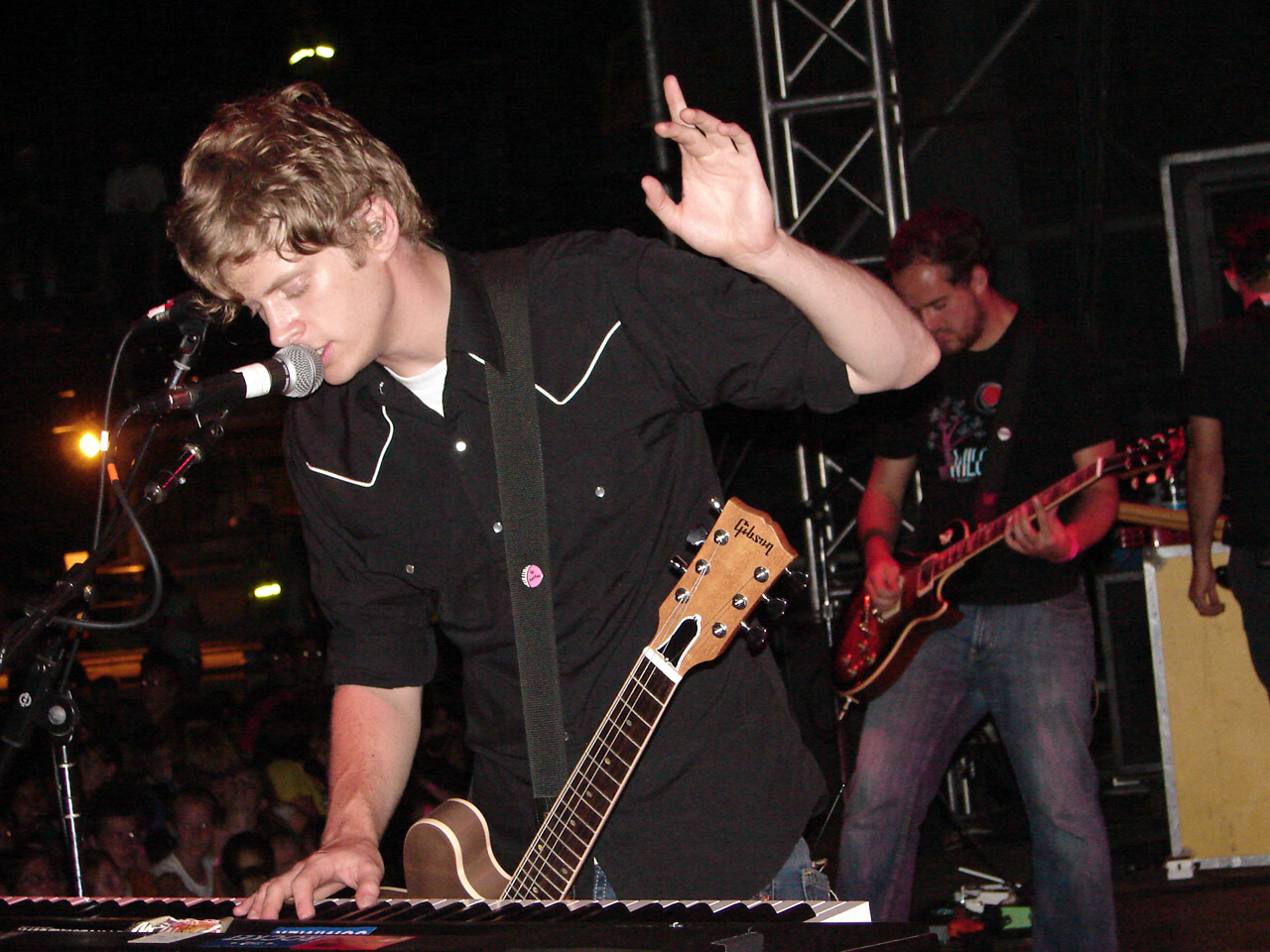
Matt Thiessen (à gauche) et Matt Hoopes (à droite), au Purple Door en 2005.

Le groupe publie son quatrième album, Mmhmm, à la fin 2004. Les références pop sont de moins en mois présentes. L'album est significativement plus sérieux et les paroles idiotes pour lesquelles ils sont connus sont moins présentes. L'album incorpore désormais des morceaux au piano, de punk hardcore et un peu de pop>. En juillet 2005, l'album est certifié disque d'or après avoir vendu 500 000 exemplaires. Il se serait apparemment vendu à 796 000 exemplaires. Grâce à Mmhmm, Two Lefts Don't Make a Right...but Three Do est certifié disque d'or au printemps 2005. Il est aussi annoncé en 2006 que leur deuxième album, The Anatomy of the Tongue in Cheek, est aussi certifié disque d'or par la RIAA.
Peu avant la sortie de Mmhmm, leur bassiste Brian Pittman quitte le groupe, ne supportant plus les tournées. Il se joint peu après au groupe de metal chrétien Inhale Exhale. Matt Thiessen annonce le départ de Pittman à la fin 2004. Pittman revient au sein du groupe pour un dernier concert, au Newport Music Hall de Columbus, en Ohio, le 1er novembre 2004. John Warne, chanteur et guitariste d'Ace Troubleshooter, le remplace comme bassiste pour le restant de 2004 et devient bassiste à plein temps en 2005. Aussi en 2005, Jon Schneck devient leur troisième guitariste, au banjo et à la cloche, pour créer un son plus distinct.

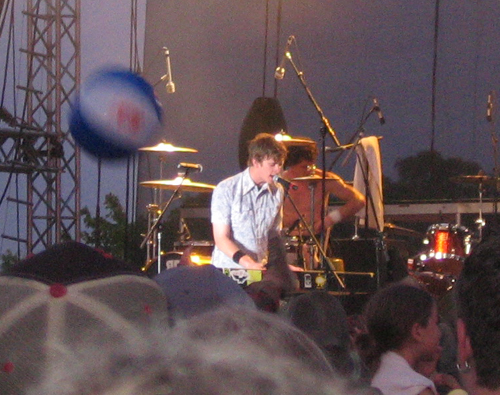
Relient K en 2005.

Relient K fournit la chanson Manic Monday à l'origine enregistrée par The Bangles, à différente compilations, dont Punk Goes 80's, publiée le 7 juin 2005.
Mmhmm comprend deux succès classés au Top 40. Le clip de la chanson Be My Escape entre au top 10 MTV, et est incluse dans The Tonight Show et Jimmy Kimmel Live!. Be My Escape est aussi jouée dans Now! 19, une série quasi-annuelle. Elle est classée single d'or en 2005. Le clip Who I Am Hates Who I've Been est joué au compte à rebours de Total Request Live, dans plusieurs top 40 de la chaine de radio Now! 21. Mmhmm est récompensé d'un Dove Award en 2006 dans la catégorie d'album rock de l'année. Ils sont aussi nommés à deux reprises groupes de l'année aux Covenant Awards de GMA Canada

### Five Score and Seven Years Ago(2006–2008)

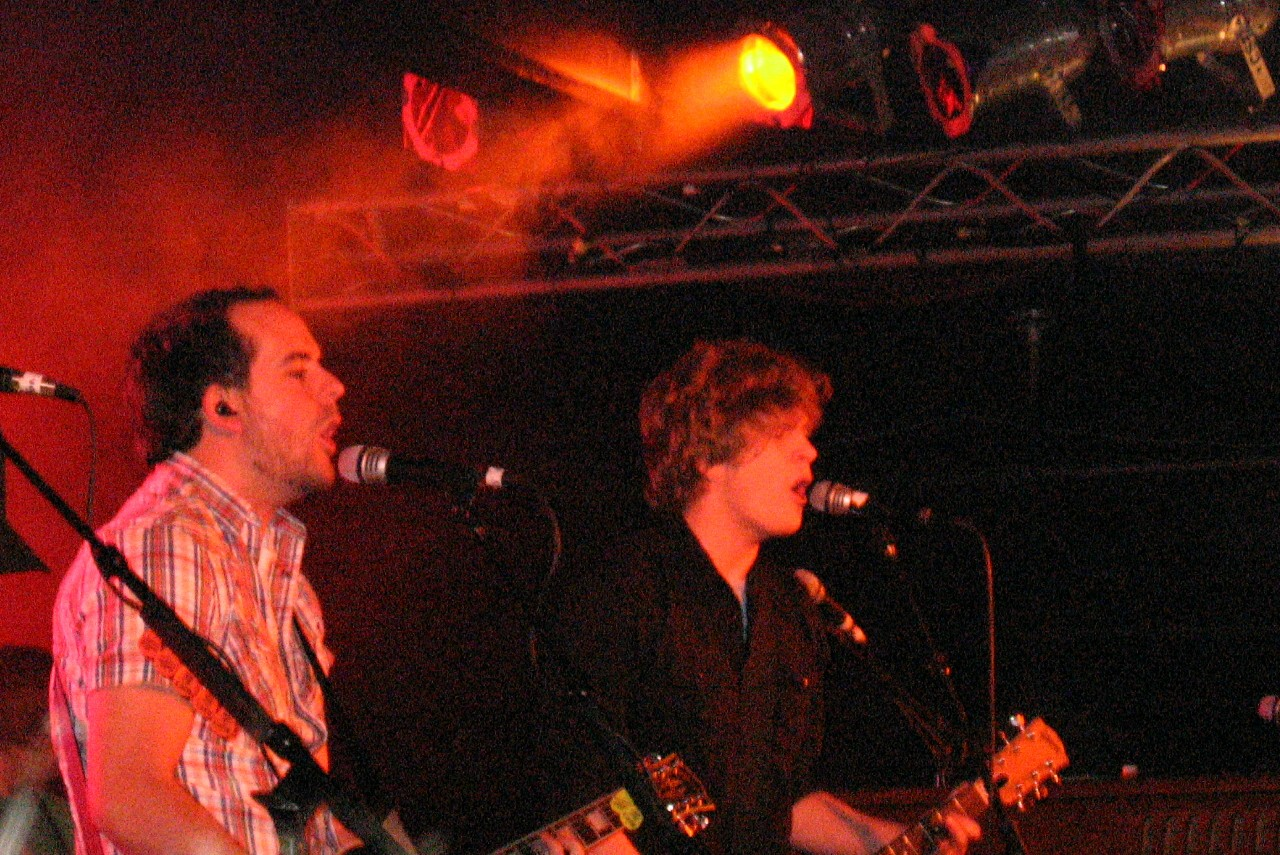
Matt Hoopes (à gauche) et Matt Thiessen (à droite) au Sonar de Baltimore, MD, en 2007.

L'enregistrement d'un autre album, Five Score and Seven Years Ago, démarre le 18 juin 2006, et continue en juillet et août. Quelques chansons sont produites par Howard Benson, (The All-American Rejects, My Chemical Romance, P.O.D.). Four Score and seven years ago est la première phrase du Gettysburg Address, le fameux discours délivré par Abraham Lincoln pendant la guerre civile américaine.
Le groupe souhaitait une sortie en novembre 2006, mais l'album est finalement annoncé le 6 mars 2007. L'album est considéré par le groupe lui-même comme étant le plus enjoué. Le 2 mars 2007 ,l'album entier (sauf la chanson Deathbed) est publié en streaming sur le profil MySpace du groupe. Five Score and Seven Years Ago débute 6e au Billboard 200, avec près de 64 000 exemplaires vendus la première semaines. Le premier single de l'album, Must Have Done Something Right, est publié sur l'iTunes Store le 28 novembre 2006 et à la radio le 9 janvier 2007. Forgiven est le premier single radio diffusé sur les chaines chrétiennes. Forgiven est le plus souvent joué à la radio, et atteint les Billboard Hot Christian Songs le 11 janvier 2007.

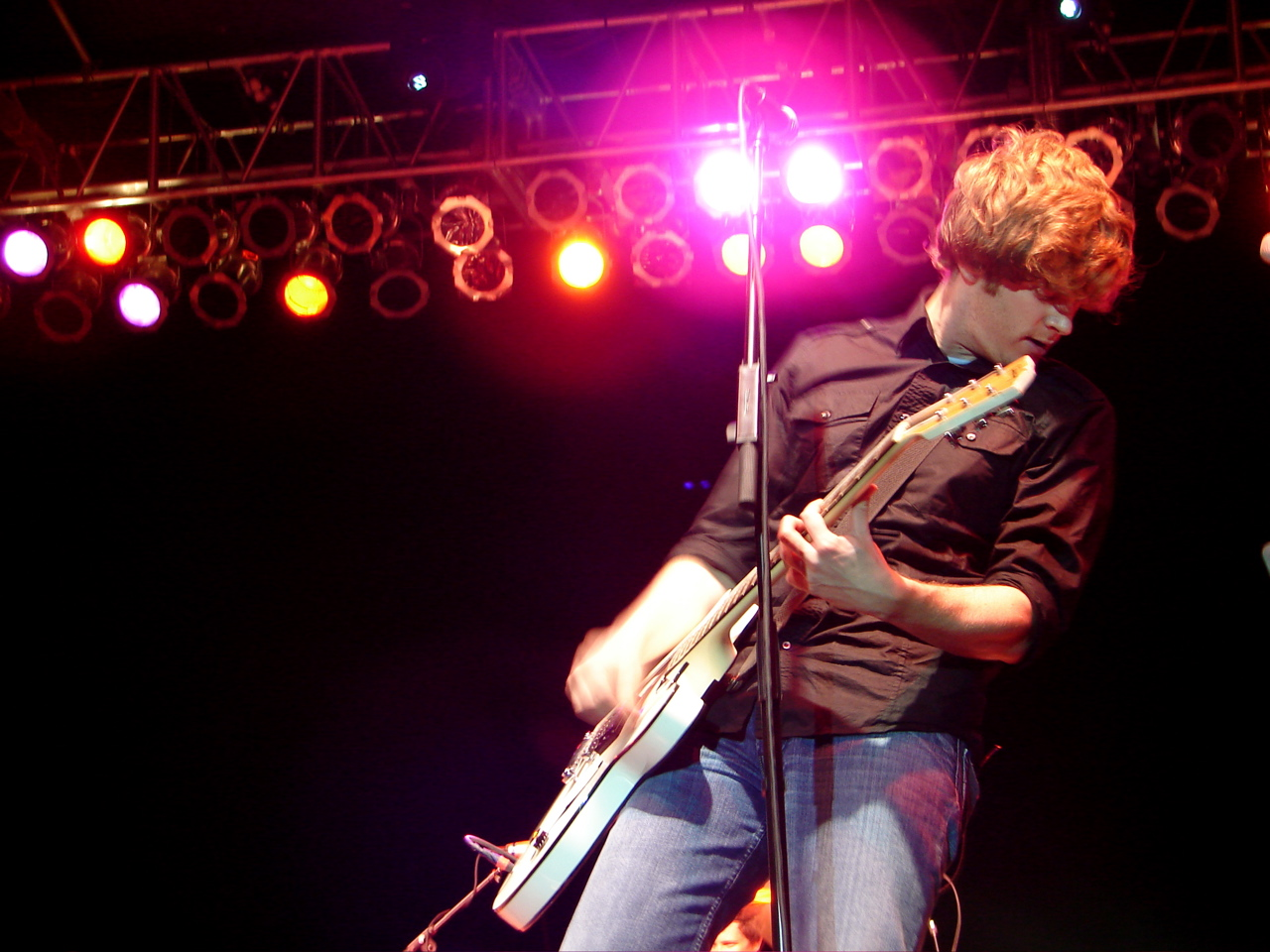
Matt Thiessen avec Relient K au Purple Door en 2007.

Le second single de l'album, The Best Thing, est diffusé à la radio le 10 avril 2007. Thiessen explique que The Best Thing est l'« anti-Bad Day de Daniel Powter. » Un clip est filmé pour le single.
Au matin du 28 juin 2007, le bus de Relient K s'enflamme à cause d'une fuite d'huile du moteur. Tout le monde s'en sort indemne ce qui n'est pas le cas des instruments, ordinateurs portables, caméras, téléphones, iPods, vêtements, et marchandises. Matt Thiessen explique avoir perdu un ordinateur contenant plus de 100 chansons inachevées du groupe, et Dave Douglas avoir perdu sa batterie Battlefield. Plus tard, le groupe publie Let It Snow, Baby... Let It Reindeer, un album de Noël, le 23 octobre 2007. L'album comprend toutes les chansons issues de Deck the Halls, Bruise Your Hand et six nouvelles chansons,,,. Cette réédition de noël atteint la 96e place du Billboard 200. Relient K, et les groupes Switchfoot et Ruth enregistrent ensemble une chanson, Rebuild, disponible sur le site web de Switchfoot. Le 18 octobre 2007, le batteur Dave Douglas annonce son départ en bons termes souhaitant se consacrer à son projet parallèle Gypsy Parade avec son épouse Rachel. Il effectue son dernier concert avec Relient K le 29 décembre 2007.
Le 12 février 2008, Ethan Luck, ancien guitariste des O.C. Supertones et Demon Hunter, est annoncé comme remplaçant pour Douglas. The Pirates Who Don't Do Anything, qui est à l'origine enregistré pour Jonah: A VeggieTales Movie, est aussi utilisé pour The Pirates Who Don't Do Anything: A VeggieTales Movie,.

### The Bird and the Bee Sides(2008)

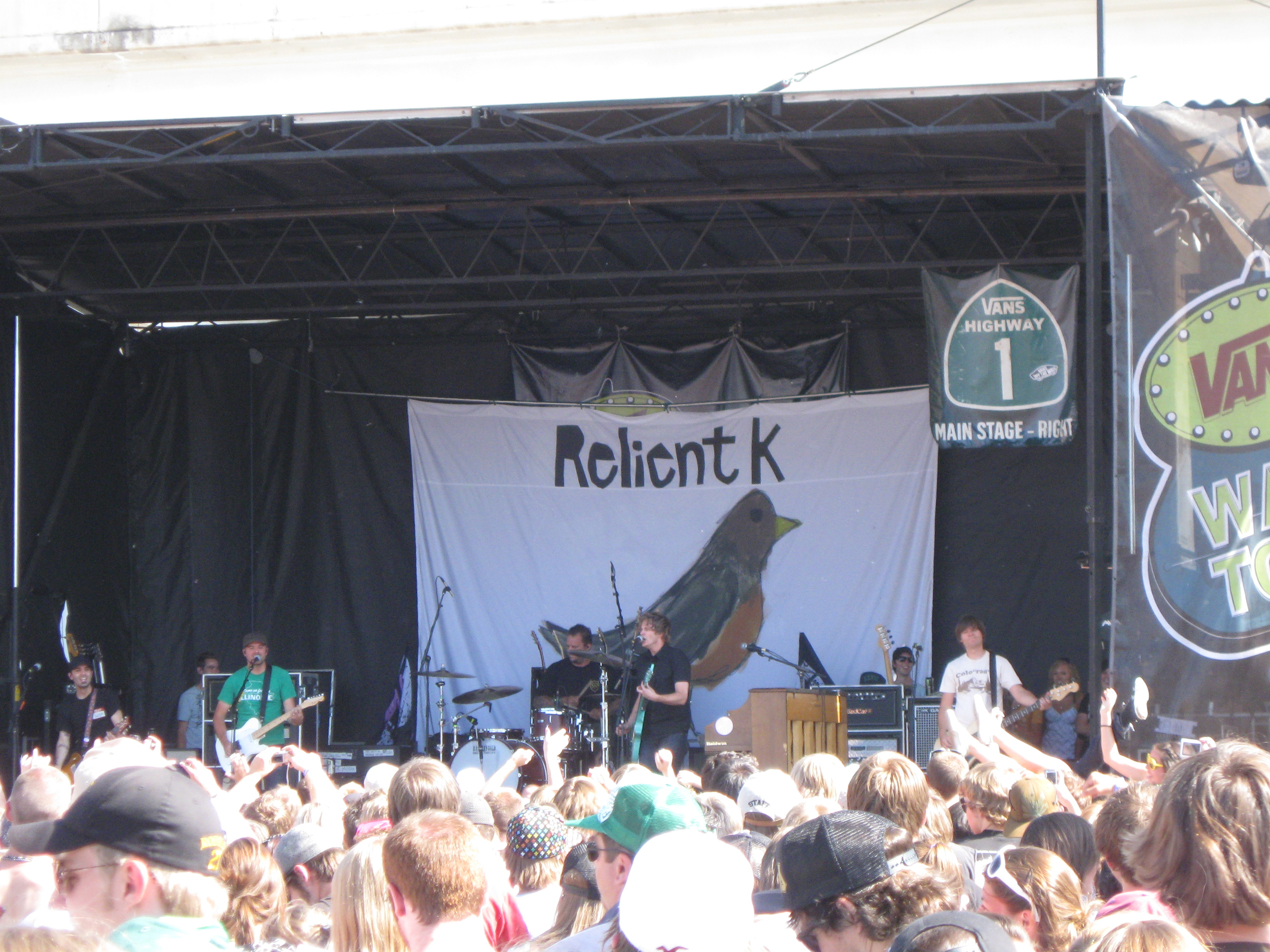
Le groupe en concert au Vans Warped Tour en 2008.

Le 1er juillet 2008, Relient K publie un double EP. Le double EP est un disque single qui comprend The Nashville Tennis EP et The Bird and the Bee Sides. The Nashville Tennis EP comprend treize chansons dont les influences varient de la country au ska. The Bird and the Bee Sides remporte le GMA Canada Covenant Award de l'album alternatif/rock moderne de l'année. Au tournant de l'EP, Relient K remplit officiellement son contrat avec Gotee Records et signe désormais chez Mono vs. Stereo (une empreinte de Gotee Records).
En novembre 2008, le groupe publie trois chansons bonus sur iTunes dans la réédition de Let It Snow, Baby... Let It Reindeer. Les chansons seront ensuite retirée d'iTunes et incluses dans la compilation de Noël Tis The Season To Be Gotee.

### Forget and Not Slow Down(2009–2010)

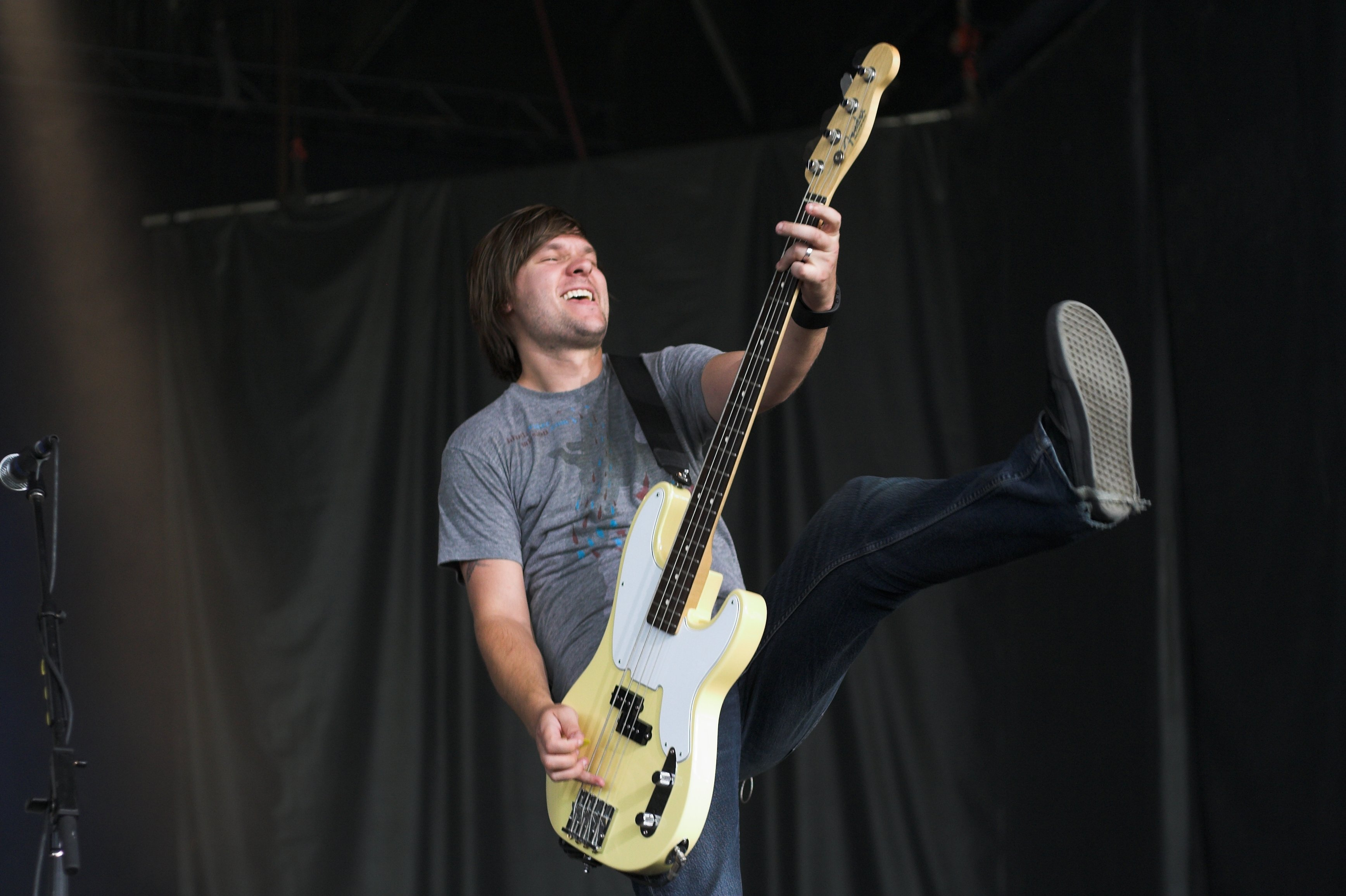
John Warne avec Relient K lors d'un concert en Ontario, au Canada, en 2009.

Au début de 2009, le groupe écrit des chansons pour un album prévu au plus tard de l'année. Thiessen révèle l'enregistrement des chansons aux côtés du producteur Mark Lee Townsend au Dark Horse Recording Studio ,dans le Tennessee. Par la suite, ils enregistrent d'autres chansons avec John Feldmann. Des webisodes seront publiés sur les pages Myspace et Facebook du groupe. Le 8 mai 2009, Thiessen annonce sur Twitter le titre de l'album, Forget and Not Slow Down.
En mai 2010, Relient K publie une triple-compilation intitulée The First Three Gears. Il comprend les trois premiers albums du groupe est des « EP exclusive ».
En octobre 2010, le groupe contribue avec la chanson What Can I Do pour la compilation Freedom: Artists United for International Justice Mission.

### Is for Karaoke(2011)
Le 11 avril 2011, le groupe annonce sur Facebook un album de reprises. Le 14 juin 2011, Alt Press rapporte le titre de l'EP , K Is for Karaoke, et révèle sa pochette. Le groupe révélera ensuite une chanson par jour sur Facebook. Le premier album, Is for Karaoke EP, est publié en téléchargement le 28 juin 2011 sur Amazon MP3 et sur iTunes. Le 4 octobre 2011, ils sortent un second EP, Is for Karaoke EP, Part 2, et l'album Is for Karaoke, qui comprend les deux EP.

### Collapsible Lung(2011–2014)
Dans plusieurs entretiens sur YouTube, Matt Thiessen et les autres annoncent leur entrée en studio en novembre 2011 pour un album qu'ils espèrent sortir en mi-2012. Mais après le changement de labels, la sortie est repoussée. RCA Music Group annonce la dissolution de Jive Records avec Arista Records et J Records. Après la fermeture, Relient K et les autres groupes/artistes venant des trois labels seront relocalisés chez RCA Records,. En mai 2012, ils annoncent qu'i lsera enregistré avec le producteur Paul Moak. Le 22 février 2013, Absolutepunk.net rapporte la fin des enregistrements.
Le 4 février 2013, le groupe publie un single sur YouTube, sous forme de clip lyrique, That's My Jam. Le 30 mars 2013, le groupe annonce à l'Easterfest le nouvel album, Collapsible Lung. Ils publient ensuite le clip lyrique de Don't Blink. Le 19 avril, ils annoncent la sortie repoussé à juillet 2013 et une date prolifique du 2 juillet.
Le 29 mai 2013, le groupe publie le clip lyrique Lost Boy.
Le 2 juillet 2013, Collapsible Lung est publié comme prévu. Il atteint la 16e place du Billboard.

### Air for Free(depuis 2015)
Le 30 septembre 2015, leur producteur Mark Lee Townsend poste un brève vidéo sur Twitter avec marqué dessus RK 8 has been serious fun to make... you're gonna dig it. #rkjamsessions.. Le 27 octobre 2016, Relient K sort The Creepier EP...er, un EP d'Halloween. Le 12 février 2017, Relient K sort l'EP Truly, Madly, Deeply EP.

## Membres

### Membres actuels
- Matt Thiessen – chant principal, guitare, piano (depuis 1998)
- Matt Hoopes – guitare, chant (depuis 1998)

### Anciens membres
- Todd Frescone – batterie (1998)
- Stephen Cushman – batterie, chant (1998–2000)
- Jared Byers – batterie (2000)
- Brian Pittman – basse (1998–2004)
- Dave Douglas - batterie (2000-2007)
- Ethan Luck – batterie, chant (2008-2013)
- Jonathan Gaffet – guitare (2000-2002)
- John Warne – basse, chant (2004-2013)
- Jon Schneck – guitare, banjo, cloches, chant (depuis 2005)

## Discographie

### Albums studio
- 2000 : Relient K
- 2001 : The Anatomy of the Tongue in Cheek
- 2003 : Two Lefts Don't Make a Right...but Three Do
- 2003 : Deck the Halls, Bruise Your Hand
- 2004 : Mmhmm
- 2007 : Five Score and Seven Years Ago
- 2007 : Let it Snow Baby... Let it Reindeer
- 2009 : Forget and Not Slow Down
- 2013 : Collapsible Lung
- 2016 : Air for Free

### EP
- 2000 : 2000 A.D.D.
- 2001 : Creepy
- 2002 : Employee of the Month
- 2003 : The Vinyl Countdown
- 2005 : Apathetic
- 2008 : The Bird and The Bee Sides - Nashville Tennis EP

### Singles
- 2002 : The Pirates Who Don't Do Anything
- 2003 : Getting Into You
- 2005 : High of 75
- 2006 : Who I Am Hates Who I've Been
- 2007 : Forgiven
- 2007 : Must Have Done Something Right
- 2007 : The Best Thing
- 2007 : I Need You
- 2007 : Give Until There's Nothing Left
- 2008 : Devastation and Reform
- 2009 : Forget and Not Slow Down